# Diplogrammus infulatus
Diplogrammus infulatus es una especie de peces de la familia Callionymidae en el orden de los Perciformes.

## Morfología
Los machos pueden llegar alcanzar los 12 cm de longitud total.

## Distribución geográfica
Se encuentra en Madagascar, Mauricio, Mozambique y Seychelles.

## Hábitat
Es un pez de mar de clima tropical (24 °C-26 °C).